# Campania din Italia (Al Doilea Război Mondial)
Campania din Italia din timpul celui de-al doilea război mondial a fost numele operațiunilor Aliaților din și din jurul Italiei din 1943 până la sfârșitul războiului. Cartierele generale reunite ale forțelor aliate („AFHQ”) au fost responsabile din punct de vedere operațional pentru forțele aliate terestre de pe teatrul de război mediteranean și a planificat și comandat invazia din Sicilia și campania din peninsula Italiană până la capitularea forțelor germane din mai 1945.
Se estimează că între septembrie 1943 și aprilie 1945, peste 60.000 de soldați aliați și 50.000 de soldați germani au fost uciși în luptele din Italia. Nicio campanie din Europa de Vest nu a produs mai multe victime din rândul infanteriștilor decât campania din Italia.

## Context strategic general

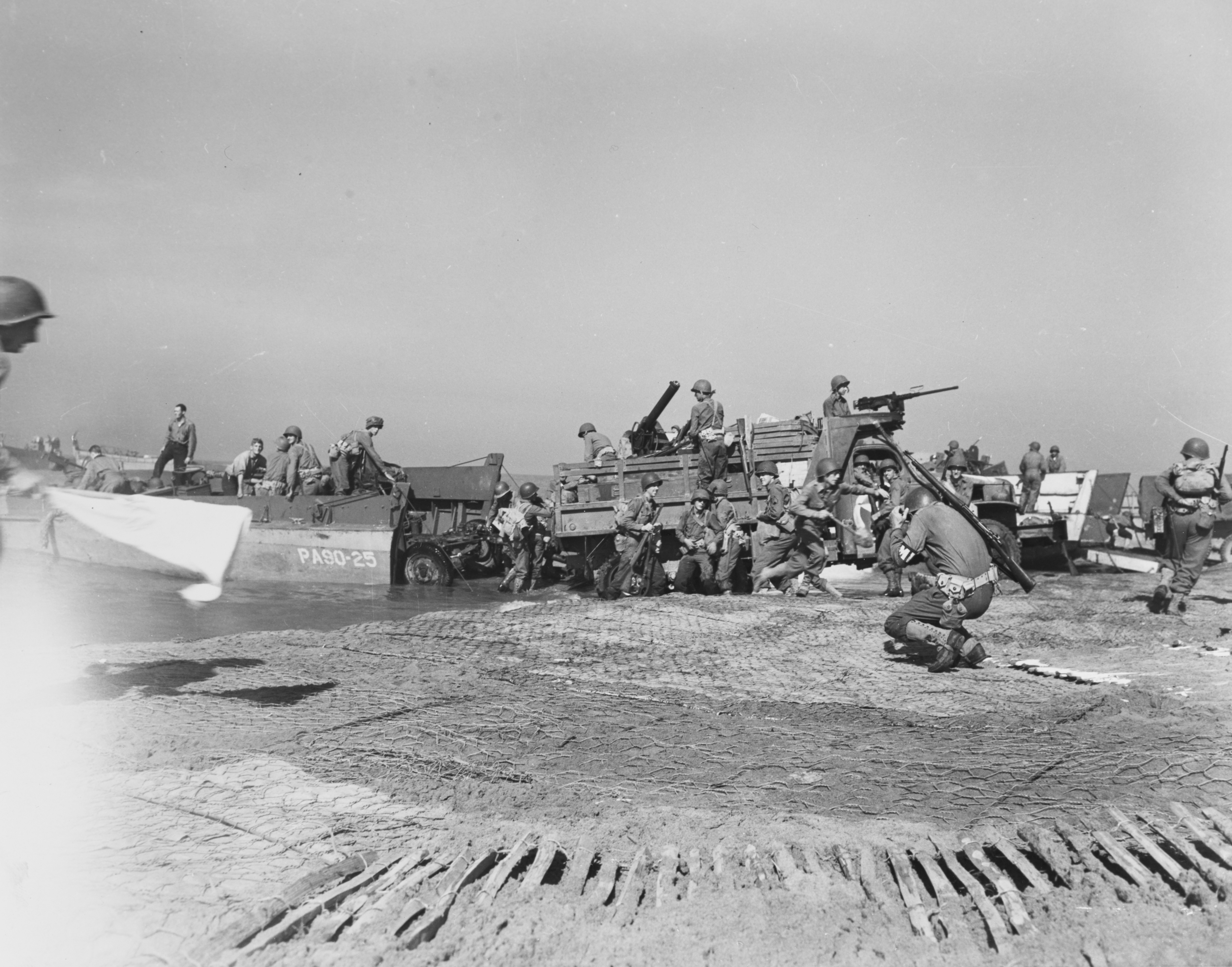
Debarcarea pieselor de artilerie a aliaților la Salerno, septembrie 1943.

Chiar mai înainte de victoria din campania din Africa de nord au apărut neînțelegeri între Aliați cu privire la cea mai bună strategie de urmat pentru înfrângerea Axei.
Britanicii, în special premierul Winston Churchill, susțineau strategia tradițională periferică navală. Cu o armată terestră relativ mică, dar având o flotă foarte puternică, strategia tradițională britanică de luptă împotriva unei puteri continentale era de participare la o coaliție, în cadrul căreia se ocupa de planificarea și executarea unor operațiuni navale periferice destinate slăbirii treptate a inamicului. Statele Unite ale Americii, cu o armată terestră mult mai numeroasă, erau în favoarea unei strategii directe de luptă cu principalele forțe germane din Europa. Capacitatea de lansarea unei asemenea campanii ample depindea de victoria din Bătălia Atlanticului.
Neînțelegerile strategice dintre Aliații occidentali au luat forme violente câteodată. Comandanții militari americani erau în favoarea unei invazii în Franța cât mai rapid cu putință, în vreme ce camarazii lor britanici erau în favoarea unei campanii în Mediterana. Statul major american credea că o invazie de proporții în Franța cât mai curând posibil era singura soluție pentru terminarea rapidă a războiului în Europa, orice altă operațiune nefăcând decât să întârzie victoria împotriva Germaniei. Britanicii considerau că prezența în bazinul mediteranean a unor trupe numeroase antrenate pentru debarcări amfibii făceau posibilă și utilă o invazie la scară redusă în regiune. Până în cele din urmă, factorii de decizie politică au hotărât să declanșeze o invazie în Franța la începutul anului 1944, iar în 1943 să declanșeze o invazie de mai mică amploare în Italia. Această decizie a fost luată și datorită dorinței lui Roosevelt de a menține trupele americane active în anul 1943, președintele american fiind convins și de argumentul britanic ale scoaterii din luptă al „aliatului mai slab” al Axei, Italia Fascistă. Era clar pentru toată lumea că italienii de rând nu fuseseră niciodată prea entuziaști cu privire la implicarea țării lor în război și aliații sperau că o invazie în peninsulă vor scoate rapid Italia din război, sau măcar ar fi asigurat o mare lovitură de imagine. Eliminarea din luptă a Italiei ar fi permis pe de altă parte marinei regale britanice să domine Marea Mediterană, să îmbunătățească în mod semnificativ liniile de comunicație cu Egiptul, Orientul Mijlociu și Îndepărtat și cu India. De asemenea, se spera că, odată cu invadarea Italiei, Germania ar fi fost silită să transfere trupe de pe frontul de răsărit în apărarea peninsulei și a coastei sudice a Franței, ușurând astfel sarcina sovieticilor.
După capitularea Italiei din septembrie 1943, chiar în ajunul debarcării aliate în Italia, s-a dezvoltat o nouă inițiativă strategică: trebuiau blocate în peninsulă forțe germane cât mai numeroase cu putință, pentru a slăbi la maxim apărarea nazistă din Franța, unde urma să fie declanșată Operațiunea Overlord.

## Campania din Italia

### Invadarea Siciliei
Invazia combinată britanico-canadiană-americană din Sicilia a început pe 10 iulie 1943 cu o operație de debarcare amfibie și cu o operațiune aeropurtată în golful Gela și în nordul Siracuzei. Germanii nu au reușit să-i împiedice pe aliați să cucerească insula, dar au reușit să evacueze cea mai mare parte a trupelor în peninsulă până pe 17 august 1943. Invazia Siciliei a fost o repetiție importantă pentru viitoarele operațiuni de debarcare, comandanții trăgând învățăminte importante în ceea ce privește operațiunile amfibii, lupta în comun a mai multor armate și de asemenea în ceea ce privește operațiunile aeropurtate.

### Invadarea Italiei continentale
Forțele britanice din Armata a 8-a au debarcat în „călcâiul” Italiei pe 3 septembrie 1943 în cadrul Operațiunii Baytown. Guvernul italian a capitulat pe 8 septembrie, dar forțele germane se pregătiseră de defensivă neluând în calcul participarea italienilor. A doua zi, Armata a 5-a americană au debarcat la Salerno, unde au întâmpinat o rezistență puternică a germanilor, iar forțele britanice au debarcat la Taranto, unde nu au întâlnit practic nicio rezistență. Aliații speraseră că, după capitularea guvernului italian, germanii aveau să se retragă spre nord, de vreme ce existau informații conform cărora Adolf Hitler considera că sudul Italiei nu prezintă importanță strategică. În ciuda succeselor inițiale ale Armatei a 8-a, care a reușit să cucerească portul Bari și importantul aeroport de la Foggia, și a faptului că germanii nu au primit întăriri din nord, Armata a 10-a germană a fost la un moment dat pe punctul de a respinge debarcarea de la Salerno. Principalul efort aliat de pe coasta de vest a peninsulei a fost direcționat pe cucerirea portului Neapole. Neapole era un obiectiv important al anglo-americanilor, deoarece era cel mai nordic port care putea fi cucerit cu acoperirea aeriană asigurată de avioanele decolate de pe aeroporturile din Sicilia.
Înaintarea aliaților spre nord a fost încetinită treptat de relieful dificil (o succesiune de râuri repezi, care separau înălțimi poziționate în unghi drept față de direcția de înaintare), care favoriza organizarea defensivei germane.

### Eliberarea Romei
La începutul lunii octombrie, Adolf Hitler a fost convins de mareșalul Kesselring, comandantul trupelor din Italia, că frontul din peninsulă trebuie stabilizat cât mai departe cu putință de granițele Reichului. Această sarcină era ușurată de relieful Italiei centrale, care favoriza defensiva, iar oprirea avansării aliaților îi împiedica să cucerească aeroporturile peninsulei, de pe care se puteau lansa raiduri de bombardament împotriva Germaniei. În plus, mareșalul Kesselring l-a convins pe Hitler că Italia reprezenta pentru Aliați o  rampă importantă de lansare a unei debarcări în Balcani, unde se aflau câteva dintre sursele vitale ale Reichului pentru mai multe materii prime: petrol, bauxită și cupru.. Kesselring a primit ordinul să organizeze rapid o serie de linii defensive de-a latul Italiei, la sud de Roma. Două dintre aceste, Linia Volturno și Linia Barbara au fost folosite pentru încetinirea înaintării Aliaților și cucerirea unui răgaz pentru construirea uneia dintre cele mai puternice poziții defensive germane – Linia de iarnă. Linia de iarnă era un complex de lucrări defensive:  „Gustav”, „Bernhardt” și  „Hitler”. Linia de iarnă a reprezentat un obstacol major în fața înaintării aliaților la sfârșitul anului 1943. Înaintarea Armatei a 5-a americane a fost stopată în regiunea de vest a frontului. Deși Linia Gustav a fost străpunsă de Armata a 8-a britanică în estul peninsulei, fiind cucerit orașul Ortona, gerul, zăpada spulberată și vizibilitatea redusă de la sfârșitul lunii decembrie au stopat înaintarea generală a Aliaților. Aliații și-au îndreptat atenția spre flancul de vest al frontului, unde se considera că un atac de-a lungul văii Liri avea cele mai mari șanse de succes pentru cucerirea Romei. Debarcările de la Anzio, din spatele pozițiilor germane, au fost concepute pentru destabilizarea Liniei Gustav, dar realitatea a fost cu totul alta, iar soldații aliați de la Anzio au fost blocați în zona capului de pod. A fost nevoie de patru ofensive majore aliate în perioada ianuari-mai 1944 pentru ca Linia Gustav să fie în sfârșit străpunsă în timpul atacului combinat al Armatelor a 5-a și a 8-a (în cadrul cărora luptau alături de americani și britanici și francezi, polonezi și canadieni) în zona frontului cuprinsă între Monte Cassino și coasta Adriaticii. În același timp, forțele din Anzio au reușit să iasă din zona restrânsă în care fuseseră obligați să reziste atât de multă vreme, dar pierdut ocazia să taie retragerea Armatei a 10-a germane, care se retrăgea de pe Linia Gustav, aliații primind ordine să se îndrepte de-a lungul țărmului spre nord, pentru eliberarea Romei.. Roma a fost declarată de către germani „oraș deschis”, iar forțele americane au intrat în capitala Italiei pe 4 iunie.

### Înaintarea Aliaților în nordul Italiei
După cucerirea Romei și succesul debarcării din Normandia din iunie, s-a trecut la retragerea din Italia a forțelor americane și franceze – 7 divizii – și implicarea lor în Operațiunea Dragonul (debarcările aliate din sudul Franței). Plecarea acestor trupe a fost compensată parțial prin sosirea Diviziei I de infanterie braziliană.
În perioada iunie-august 1944, Aliații au continuat să obțină succese, cucerind Florența și înfrângând rezistența germană de pe Lina Gotică. Această ultimă linie defensivă se întindea de la aproximativ 15 km nord de Pisa, de-a lungul crestelor Apeninilor între Florența și Bolonia și atingea malurile Adriaticii la sud de Rimini.
În timpul luptelor pentru cucerirea Liniei Gotive, ofensiva de pe 25 august 1944 a străpuns defensiva germană atât în sectorul american cât și în cel britanic. Churchill sperase ca spargerea frontului german în toamna anului 1944 putea sădeschidă drumul trupelor aliate prin „Poarta Ljubianei” spre Viena și Ungaria. O asemenea ofensivă ar fi contrabalansat succesele Armatei Roșii din Europa Răsăriteană. Americanii s-au opus însă inițiativelor lui Churchill. Americanii înțelegeau importanța unei asemenea inițiative pentru satisfacerea intereselor postbelice ale britanicilor, dar considerau că nu au nimic în comun cu prioritățile aliaților ca un tot..
În decembrie 1944, la comanda trupelor aliate din Italia a fost numit generalul Mark Clark, care l-a înlocuit pe Harold Alexander. În perioada de la sfârșitul anului 1944 șin începutul lui 1945, mișcarea de partizani din nordul Italiei s-a extins foarte mult. După proclamarea Republicii Sociale Italiene, în peninsulă funcționau două guverne, fiecare cu pretenții de legitimitate, ceea ce a făcut ca atât de partea Aliaților, cât și de partea germanilor să lupte soldați italieni.
Ofensiva aliată de la începutul anului 1945 a fost imposibilă datorită condițiilor meteorologice grele, care împiedicau valorificarea superiorității aeriene copleșitoare și a blindatelor și datorită cererilor britanicilor de a-și transfera trupele în Grecia și ale canadienilor de redistribuire a în nord-vestul Europei. La toate acestea s-au adăugat pierderile foarte ridicate înregistrate de aliați în timpul luptelor din toamnă, ceea ce i-a făcut pe comandanții aliați să adopte strategia „apărării ofensive”, în așteptarea schimbării condițiilor meteorologice în timpul primăverii.
În februarie 1945  a fost declanșată  „Operațiunea Encore” în timpul căreia Corpul al 4-lea SUA (din care făceau parte Corpul expediționar brazilian și Divizia a 10-a vânători de munte) a străpuns defensiva germană din Apenini pentru a face joncțiunea cu Corpul al 2-lea SUA din flancul lor drept. Această ofensivă i-a alungat pe germani de pe pozițiile înalte de pe Monte Castello, Monte Belvedere și Castelnuovo, lipsindu-i pe nemți de pozițiile excelente de artilerie care țineau sub control căile de acces spre Bolonia.
Ofensiva finală aliată a început cu un bombardament masiv aerian și de artilerie pe 9 aprilie 1945. Până pe 18 aprilie, forțele Armatei a 8-a străpunseseră defensiva germană prin „Poarta Argenta” și trimiseseră unitățile mobile de tancuri să încercuiască pe germani și să facă joncțiunea cu Corpul al 4-lea SUA, care înainta peste munții Apenini în Italia centrală, reușind să prindă în capcană forțele germane care apăra Bologna. Trupele aliate (polonezi, americani și italieni). Divizia a 10-a vânători de munte a ocolit Bologna, a atins râul Po pe 22 aprilie, iar Divizia a 8-a infanterie americană a ajuns la Po pe 23 aprilie.
Pe 25 aprilie, Comitetul de Eliberare al Partizanilor Italieni a proclamat insurecția generală  și, în aceiași zi, forțele Armatei a 8-a a înaintat spre nord-est spre Veneția și Trieste. Armata a 5-a americană s-au îndreptat spre Austria și spre nord-vest spre Milano. Divizia a 92-a de infanterie americană s-a deplasat de-a lungul coastei spre Genova, iar înaintarea rapidă spre Torino a unităților braziliene a luat prin surprindere trupele germano-italiene, ceea ce a provocat colapsul lor.
La începutul lunii aprilie, Grupul de armate germane C se retrăgea pe toate fronturile și își pierduse cea mai mare parte a capacității de luptă. Generalul Heinrich von Vietinghoff, care preluase comanda Grupului de armate C după ce Kesselring fusese transferat pe frontul de vest la sfârșitul anului 1944, a semant actele capitulării armatelor germane din Italia pe 29 aprilie. Ostilitățile au încetat în mod în mod oficial pe 2 mai 1945.